# Manco Cápac II.
Manco Cápac II. (Manco Inca Yupanqui či Manco) (?–1544) byl v letech 1533–1544 inka – vládce Tahuantinsuyu.

## Život
Inkou se stal po smrti inky Túpaca Hualpy, který byl loutkovým vládcem ovládaným conquistadory. Manco Cápac II. pocházel z cuscánské větve rodu a byl příbuzným inky Huáscara (předchůdce Atahualpy, který jím byl poražen v občanské válce a zabit).
Španělé Manca uvedli do úřadu při dodržení všech tradičních rituálů, zároveň však Manco uznal své poddanství španělskému králi Karlu V., sám se však považoval za plnohodnotného vládce Incké říše. S pomocí Pizarra pak Manco stabilizoval inckou moc nad střední částí říše. Později však zjistil, že Španělé nerespektují jeho úřad a byl jimi i ponižován. V roce 1536 proto uprchl a vyvolal v říši velké povstání, kterým chtěl obnovit svou moc. Následující dva roky Manco s přibližně 60 000 vojáky obléhal Cusco, ve kterém bylo pouhých 200 Španělů, ovšem bez úspěchu. Španělé dokonce brutálně zavraždili jeho sestru a zároveň hlavní ženu Cura Ocllo.
Když skončil neúspěchem i pokus o obsazení Limy, stáhl se do těžko dostupných oblastí na východním úpatí And, odkud vedl partyzánskou válku. Společně se svými stoupenci založil nové město Vilcabamba, které mezi nativními obyvateli oblasti získalo téměř mytickou aureolu, a z něj se pokoušel o další odpor. Conquistadoři mezitím získali jiného loutkového panovníka, kterým byl inka Paullu.
V roce 1538 vypukly boje mezi dvěma skupinami conquistadorů: mezi „Pizzarovci“, kteří byli stoupenci Francisca Pizarra, a „Almagrovci“, kteří byli stoupenci Diega de Almagra), ve kterém byli postupně poraženi stoupenci Diega de Almagra, který byl nakonec Pizarrem popraven. Část Almagristů se pak uchýlila do Vilcabamby, kde je Manco Cápac přijal, ale později byl právě jimi zabit.
Nástupcem Manca se stal jeho tehdy jen pětiletý syn Sayri Túpac. Jeho syny byli i inkové Titu Cusi Yupanqui a Túpac Amaru I. – poslední inka v historii.